# Животни стандард у Југославији
При анализи животног стандарда у Југославији после Другог светског рата се има у виду његово уже значење. Другим речима, ово разматрање је ограничено на посматрање личне и заједничке потрошње у Југославији. Динамичан пораст производње, који је остварен у СФРЈ током послератног периода, ширио је материјалну основу за подмиривање разноврсних потреба људи.
Детаљнији увид у кретање личне потрошње пружа табела
| СФРЈ Израчунато на основу података СГЈ-1980 и СГЈ-1991 | СФРЈ Израчунато на основу података СГЈ-1980 и СГЈ-1991 | СФРЈ Израчунато на основу података СГЈ-1980 и СГЈ-1991 | СФРЈ Израчунато на основу података СГЈ-1980 и СГЈ-1991 |
| ------------------------------------------------------ | ------------------------------------------------------ | ------------------------------------------------------ | ------------------------------------------------------ |
| 1953-1964 (1952=100)                                   | 1965-1979 (1964=100)                                   | 1980-1989 (1979=100)                                   | 1953-1989 (1952=100)                                   |
| 6,9                                                    | 5,4                                                    | 0,1                                                    | 4,4                                                    |

## Послератно раздобље
У првим послератним годинама напори друштва су били усмерени на убрзање привредног развоја. Висока издавања за акумулацију и инвестиције нису остављала простор за повећање личне потрошње. Од 1952. године лична потрошња почиње да расте, и то најпре умереним темпом до 1956, а затим веома брзо. У целом посматраном периоду она се повећала ѕа 5,2 пута, уз просечну годишњу стопу раста од 4,4%. Дугорочно гледано темпо повећања личне потрошње слаби. До драстичног успоравања долаѕи у осамдесетим годинама када лична потрошња бележи незнатан раст од 0,1% просечно годишње.
Послератни период је обележен значајним променама у структури личне потрошње. Све до 1979. године те промене су следиле уобичајен образац смањивања релативног удела издатака за исхрану, одећу, обућу, пиће и дуван. Трошкови исхране су на почетку послератног развоја чинили више од половине свих издатака ѕа личну потрошњу, да би се крајем седамдесетих година свели на мање од 2/5. Наведеним променама ослобођен је простор за потпуније задовољавање других потреба, својствених вишем нивоу привредног и друштвеног развоја.
|                               | 1952 | 1964 | 1979 | 1989 |
| ----------------------------- | ---- | ---- | ---- | ---- |
| Исхрана                       | 53,7 | 44,9 | 37,7 | 38,7 |
| Пиће и дуван                  | 13,6 | 9,2  | 10,6 | 9,7  |
| Одећа и обућа                 | 18,8 | 15,9 | 11,3 | 9,5  |
| Намештај и опр.за домаћинство | 4,8  | 8,6  | 9,7  | 8,9  |
| Огрев, осветљење и одрж.стана | 6,3  | 4,8  | 7,3  | 7,9  |
| Хигијена                      | 2,6  | 3,9  | 3,8  | 3,9  |
| Образовање и култура          | 0,7  | 3,3  | 4,2  | 4,5  |
| Саобраћај и ПТТ услуге        | 1,7  | 5,9  | 11,8 | 11,6 |
| Нераспоређено                 | -4,5 | 0,6  | -    | -    |

## Економска криза
Са избијањем економске кризе 80-тих година долазе до изражаја неповољна кретања у структури личне потрошње. Учешће издатака ѕа исхрану поново расте, док се удео трошкова за задовољавање неких потреба вишег реда смањује, нпр. трајних потрошних добара, у која спадају намештај и опрема ѕа домаћинство. СФРЈ је постигла значајне резултате и у области заједничке потрошње. Карактер друштвених односа (социјализам) обавезивао је СФРЈ на релативно велика издвајања за ове сврхе.
|                               | 1964. | 1979. | 1989. |
| ----------------------------- | ----- | ----- | ----- |
| Укупно                        | 10,3  | 13,1  | 12,3  |
| Образовање                    | 3,5   | 4,7   | 3,7   |
| Научно-истраживачка делатност | 0,9   | 1,3   | 1,2   |
| Култура и уметност            | 0,9   | 1,4   | 1,2   |
| Здравствена заштита           | 4,0   | 4,7   | 5,0   |
| Социјална заштита             | 1,0   | 1,0   | 1,2   |

Издаци за образовање и здравствену заштиту, како показују наведени подаци, учествују са највећим процентом у друштвеном производу. О несумњивом напретку образовања током послератног прериода сведоче многи показатељи. Поменимо само да је знатно повећан број школа, проширен наставни кадар и побољшана његова квалификациона структура.Развој школства утицао је на подизање образованог нивоа становништва,о чему је раније било речи.
Значајни резултати су постигнути и у здравственој заштити и побољшању здравственог стања становништва. Повећани су капацитети здравствених организација и број стручних кадрова. У 1952. години је било 6.364 лекара, а у 1989. години 7,3 пута више тј. 46.399. Научно-истраживачка делатност је такође напредовала. Постигнути развој више потрвђују подаци о повећању научно-истраживачког кадра и ширењу мреже научних установа него о стварној заснованости нове производње и технологије на сопственим проналасцима. Треба имати у виду да се наука пре свега јавља као важан чинилац привредног развоја, а тек индиректно као елеменат животног стандардда.
Осамдесетих година се криза јављала кроз инфлацију и недостатак неких роба на тржишту. Ово је решавано повољним кредитима, ограничавањем потрошње или издавањем бонова за поједину робу.
Економске недаће кроз које су Србије и Црна Гора (СР Југославија) прошле у деведесетим годинама неповољно су се одразиле на животне услове становништва. Просечна зарада у 2000. износила је тек 37% зараде остварене у 1990, а просечна пензија 40% њеног нивоа из поменуте године. У таквим околностима осетно је смањена лична потрошња становништва.
| 1992. | 1993. | 1994. | 1995. | 1996. | 1997. | 1998. | 1999, | 1992-1999. |
| ----- | ----- | ----- | ----- | ----- | ----- | ----- | ----- | ---------- |
| -21,3 | -32,5 | 11,2  | 12,4  | 14,4  | 4,5   | 4,1   | -18,0 | -4,7       |

## Деведесете и економске реформе
Велики пад личне потрошње почетком деведесетих изазвао је негативне промене у њеној структури, а посебно у нивоу и квалитету исхране. Удео расхода за исхрану у укупној личној потрошњи повећао се на преко 50% у 1993. да би се ѕатим постепено смањивао, тако да је у 1998. износио око 43%. Последњих година, почевши од ратне 1999, удео исхране поново расте и у 2001. премашује 50%. Процес сиромашења великог дела становништва наше земље током деведесетих година био је очигледан. Емпиријске анализе то сасвим јасно потврђују. Тешке економске прилике у земљи, обележене великим падом производње, као и хиперинфлацијом, повећањем размера отворене и прикривене незапослености, смањивањем реалних прихода становништва,неминовно су довеле до ширења сиромаштва.
Према једном истраживању, које се заснива на линији сиромаштва од $4 једнаке куповне снаге дневно, у СФРЈ је 1994. години готово четвртина становништва (23,5% или око 2,3 милиона људи) живела у сиромаштву.У односу на 1990. годину, када је удео (број) сиромашних износио 7,7% (око 755 хиљада људи) размере сиромаштва су повећане за више од три пута. Уз традиционалну сиротињу, међу сиромашним становницима Србије и Црне Горе (СРЈ) у 1994. нашао се и не мали број нових сиромаха иѕ редова средње класе, која се брзо топила у условима свеопште кризе у привреди и друштву.
Са побољшањем економских прилика у земљи многи од њих су успели да се извуку испод линије сиромаштва и поправе свој социоекономски положај. Анализа сиромаштва у Србији и Црној Гори (СРЈ), која почива на линији сиромаштва утврђеној на бази вредности минимума потрошачке корпе производа и услуга неопходних за задовољавање потреба домаћинстава, показује да је број сиромашних опао од 2.413 хиљада у 1992. на 2.183 хиљаде у 1995, односно 1.833 хиљаде у 1997. години. Одговарајуће стопе сиромаштва су износиле редом 23,1%, 20,7%, и 17,3% У 1999. удео сиромашних у укупном становништву СР Југославије (овог пута без КиМ) достиже 29,4%. На повећање размера сиромаштва превасходно је утицало НАТО бомбардовање, које је довело до осетног пада реалног друштвеног производа, што се неповољно одразило на висину плата, пензија и социјалних давања, посматраних у реалном изразу.